# Tigervision
Tigervision era una empresa estadounidense que producía videojuegos para la consola Atari 2600, las computadoras de 8 bits de Atari, las de Texas Instruments, y también para el Commodore 64.

## Historia
Siendo una división de Tiger Toys, Tigervision entró en el negocio de los videojuegos en 1982. Esta empresa -la cual ya tenía experiencia como productor de juegos electrónicos portátiles- ofrecía versiones para el Atari 2600 de juegos arcade o para computadoras personales poco conocidos como Polaris, Espial o Miner 2049er. Algunos de sus títulos, como River Patrol y Miner 2049er II son muy raros el día de hoy y son muy buscados por los coleccionistas. Curiosamente, los juegos de Tigervision para el Atari 2600 no se pueden ejecutar en el Atari 7800 debido a la forma de los cartuchos, la cual es diferente a la de la mayoría de los juegos para el Atari 2600. Tigervision abandonó el mercado de los videojuegos en 1984, luego del lanzamiento de River Patrol.

## Juegos publicados por Tigervision
- King Kong
- Springer
- River Patrol
- Threshold
- Miner 2049er
- Miner 2049er II
- Polaris
- Marauder
- Espial
- Jawbreaker